# Tachina minor
Tachina minor là một loài ruồi trong họ Tachinidae.